# Madison County (Kentucky)
Madison County je okres amerického státu Kentucky založený v roce 1786. Správním střediskem je město Richmond. Pojmenovaný je podle Jamese Madisona, 4. prezidenta Spojených států amerických.

## Sousední okresy
| Růžice kompasu | Jessamine County          | Fayette County    | Clark County   | Růžice kompasu |
| Růžice kompasu |                           | Sever             | Estill County  | Růžice kompasu |
| Růžice kompasu | Madison County (Kentucky) |                   | Estill County  | Růžice kompasu |
| Růžice kompasu | Jih                       |                   | Estill County  | Růžice kompasu |
| Růžice kompasu | Garrard County            | Rockcastle County | Jackson County | Růžice kompasu |